# Abduktio
Abduktio är ett hardcore/punk-band från Ylöjärvi i Finland.

## Medlemmar
- Antti Sompinmäki - gitarr
- Jukka ”Zuge” Laajakallio – gitarr
- Mikko Suikkanen – sång
- Tuomas ”Jamppa” Järvinen – elbas
- Heikki Jalonen – trummor

## Diskografi
- Totuus? (demo MC/CDR, 1998)
- Propagandaa (CDR-EP, 1999)
- Demo '99 (CDR, 1999)
- Tuomitut kehittymään (CDR-EP, 2000)
- Kolme iskua globalisaation selkärankaan (CDR-single, 2001)
- Poissa silmistä, poissa mielestä (CDR-EP, 2002)
- Abduktio / The Divisive split (CDR-EP/MC, 2003)
- Perustuu tositapahtumiin (MCD, Fullsteam Records, 2004)
- Tuli kulje kanssani (CD, Fullsteam Records, 2005 & LP, Etikka Distribution/Audio Riot Records, 2005)
- Yövuoro (MCD/7"EP, Combat Rock Industry/Evil Corporation, 2006), sijoittui julkaisuviikollaan Suomen virallisen singlelistan sijalle 6.
- Thermidor (LP/CD, Combat Rock Industry, 2008)